# Loi de Koomey

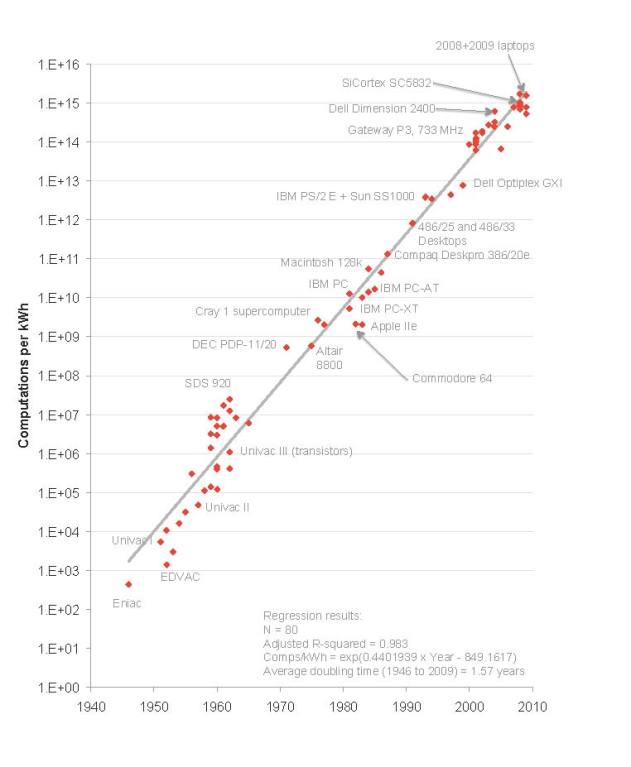
Nombre de calculs effectués par kWh, de 1946 à 2009

La loi de Koomey décrit une tendance à long terme dans l'histoire des ordinateurs, selon laquelle le nombre de calculs par joule (unité d'énergie) dépensé double tous les 18 mois environ. Il s'avère que cette tendance a été remarquablement stable depuis les années 1950, le nombre de calculs par joule dépensé ayant doublé environ tous les 1,57 ans. Cette loi énoncée par Jonathan Koomey aurait été énoncée comme suit : la quantité d'énergie dont une machine a besoin pour effectuer un nombre donné de calculs va diminuer d'un facteur deux chaque année et demi,.
Depuis 2008, le doublement de puissance a connu un ralentissement passant de 1,57 ans à 2,29 ans.
La loi de Koomey établit un parallèle avec la loi de Moore.

## Limitations
L'une des limitations les plus connues à cette loi est la limite de Landauer proposée par le physicien Rolf Landauer. Le principe de Landauer affirme que tout calcul produit une augmentation d'entropie si ce calcul est irréversible. De cette augmentation d'entropie résulte une perte d'énergie qui se manifeste par un dégagement de chaleur. Cette limite peut être contournée par l'usage du calcul réversible. 
En 1973, Charles Bennett montra qu'il était possible de concevoir des machines à calculer générales logiquement et thermodynamiquement réversibles. De ce résultat, il s'ensuit que tout calcul peut être réalisé physiquement de manière réversible,.
Le théorème de Margolus-Levitin constitue une autre limitation à la loi de Koomey. Ce théorème, dû à Norman Margolus et Lev Berovich Levitin (en), établit une limite fondamentale au calcul quantique qui ne peut dépasser le nombre de 6 × 1033 opérations par seconde et par joule (unité d'énergie). Autrement dit, pour l'utilisation d'un joule, il serait possible à une machine de réaliser jusqu'à 6 000 000 000 000 000 000 000 000 000 000 000 (six millions de milliards de milliards de milliards) d'opérations par seconde mais pas davantage. La puissance des superordinateurs existants est très loin de cette limite.